# Виброприбор
ОАО «Виброприбор» — приборостроительный завод в Ярославле, специализирующийся на производстве виброизмерительной и вибрационной аппаратуры. Предприятие имеет производственный филиал в г. Таганрог

## Названия завода
- с 1946 по 1953 — Завод по выпуску настольных весов
- с 1953 по 1963 — Таганрогский завод измерительных приборов
- с 1963 по 1977 — Государственный завод «Виброприбор»
- с 1977 по 1992 — ПО «Виброприбор»

## История завода
В 1898 году на месте нынешнего завода «Виброприбор» (Биржевой спуск, 8) был открыт маслобойный паровой завод «Д. Диамантиди и сыновья». Он был расположен на прибрежной полосе под обрывом рядом с Биржевым спуском. В 1910 году завод перешёл в собственность М. И. Ваксова. Константин Паустовский в своей автобиографической книге «Беспокойная юность»' даже упоминает о попытках Ваксова в 1916 году на этом маслобойном заводе наладить выпуск артиллерийских гильз (снарядных стаканов). Успеха эта затея не имела, поскольку удавалось производить только брак.
В 1920-е годы после национализации предприятие называлось «2-й Государственный завод им. Бадаева Укрмасложиртреста», с 1924 года — треста «Севкавжирмасло». В 1941 году завод был сильно разрушен.
В 1946 году территорию завода передали вновь созданному весовому заводу по выпуску настольных весов (20 кг). Он находился в подчинении мест. пром. РСФСР, но имел масштаб общесоюзного значения. С 1953 года реорганизован в Таганрогский завод измерительных приборов управл. сельхозмаш. РСФСР. Этот завод производил рулетки, метры, уровни, землемерные ленты, весы. На заводе на тот момент работало около 270 человек.
В 1959 году на базе завода создано СКБ по разработке виброизмерительной и вибрационной аппаратуры с дальнейшей специализацией предприятия на её выпуск.
В июне 1963 года постановлением СК СНХ от 01.06.1963 года за № 114 Таганрогскому заводу измерительных приборов присвоено название «Государственный завод „Виброприбор“». В период 1960-1970-х годов происходит значительное его развитие: построены новые корпуса, численность работающих достигает 1600 человек. Помимо основной продукции выпускаются товары народного потребления.
В 1977 году создаётся ПО «Виброприбор», куда входят и завод, и СКБ. Производственное объединение разрабатывало и производило виброшумоизмерительную аппаратуру и приборы, электродинамические стенды и т. п. В 1980-е годы номенклатура продукции была свыше 60 изделий. Продукция поставлялась и за рубеж. Изготавливались приборы контроля потерь для зерноуборочных комбайнов «Нива» и «Колос».
С декабря 1992 года предприятие было преобразовано в акционерное общество. В ноябре 1997 года, в связи с угрозой банкротства, на предприятии было введено арбитражное управление.

## Продукция завода
Датчики виброскорости типа ДВСТ;
Приборы;
Вибропреобразователи и микрофоны;
Профильное оборудование.